# Johann Friedrich Funk (1706)
Pour les articles homonymes, voir Johann Friedrich Funk (1745) et Funk (homonymie).
Johann Friedrich Funk I, baptisé le 4 avril 1706 à Morat et mort le 1er avril 1775 à Berne, originaire de Nidau, est un sculpteur suisse.

## Biographie
Funk était le second fils de Johann Lorenz Funk, expéditeur postal de Francfort-sur-le-Main, et d’Anna Margaritha, née Sergant. L’ébéniste Mathäus Funk est son frère aîné. Johann Friedrich Funk apprend la sculpture à Berne. Dès ses jeunes années, Funk est lié d’amitié à Johann August Nahl, qui réside à Berne de 1746 à 1755. À Berne, Funk crée des enseignes, des portails, des reliefs de frontons, des fontaines, des statues et un nouveau trône d’avoyer. Mais il a été actif dans un plus large rayon ; on trouve ses monuments funéraires, épitaphes et sculptures notamment à Bâle, où il a décoré la maison Wildt (Wildt’sches Haus), ou à l'hôtel de ville d'Avenches, où il réalise la sculpture du fronton. Son atelier produisait également des miroirs, des cadres et des consoles à dessus de marbre.
En 1749, le Conseil de Berne l’autorise à établir une scie à marbre dans le quartier de la Matte. Il y détaille des calcaires prenant un beau poli et provenant de l’Oberland bernois (Grindelwald, Rosenlaui, Zweilütschinen) et du Pays de Vaud (carrières du Chablais entre Yvorne et Roche, notamment à Truchefardel. Jean David Fatio, homme d’affaires en relation avec les marbriers Doret, lui procure aussi des commandes remarquables, notamment pour l’hôpital bourgeoisial (Burgerspital), à la Waldau, à la galerie de la bibliothèque ainsi que l’hôtel de musique à Berne. Peu avant sa mort, il cède son atelier à son fils homonyme, Johann Friedrich Funk II.
La plus importante collection d’œuvres de Johann Friedrich Funk I se trouve aujourd’hui au château de Jegenstorf.

## Collections
- Musée d'histoire de Berne
- Château de Jegenstorf
- Château d'Oberhofen
- Château de La Sarraz
- Château de Wildegg

## Source
- (de) Cet article est partiellement ou en totalité issu de l’article de Wikipédia en allemand intitulé « Johann Friedrich Funk (Bildhauer, 1706) » (voir la liste des auteurs).